# Толен (Казахстан)
Толе́н (каз. Төлен) — село у складі Каратобинського району Західноказахстанської області Казахстану. Входить до складу Суликольського сільського округу.
Населення — 256 осіб (2021; 346 у 2009, 400 у 1999, 396 у 1989).